# Mese Rockkal
A Mese Rockkal (eredeti cím: Rock-A-Doodle) 1991-ben bemutatott amerikai vegyes technikájú film, amelyben valós és rajzolt díszletek, élő és rajzolt szereplők közösen szerepelnek. A rajzfilm Edmond Rostand meséje alapján készült. Az animációs játékfilm rendezője Don Bluth, producerei Gary Goldman, John Pomeroy és szintén Don Bluth. A forgatókönyvet David N. Weiss írta, a zenéjét Robert Folk szerezte. A mozifilm a Sullivan Bluth Studios és a Goldcrest Films gyártásában készült, a The Samuel Goldwyn Company forgalmazásában jelent meg. Műfaja zenés, kalandos filmvígjáték.
Nagy-Britanniában 1991. augusztus 2-án, Amerikában 1992. április 3-án mutatták be a mozikban, Magyarországon 1994. december 8-án adták ki VHS-en.

## Szereplők
| Szereplő                               | Eredeti hang          | Magyar hang        |
| -------------------------------------- | --------------------- | ------------------ |
| Érctorkú / Király (Chanticleer / King) | Glen Campbell         | Kassai Károly      |
| Edmond (cica)                          | Toby Scott Ganger     | Dudás Eszter       |
| Blöki (Patou)                          | Phil Harris           | Gesztesi Károly    |
| Csimbók (Peepers)                      | Sandy Duncan          | Orosz Helga        |
| Csőr (Snipes)                          | Eddie Deezen          | Szokol Péter       |
| Nagy herceg (Grand Duke)               | Christopher Plummer   | Beregi Péter       |
| Hú (Hunch)                             | Charles Nelson Reilly | Csuja Imre         |
| Pinky                                  | Sorrell Booke         | Juhász György      |
| Goldie                                 | Ellen Greene          | Kisfalvi Krisztina |
| Röfi (Stuey)                           | Will Ryan             | Rosta Sándor       |
| Minnie                                 | Louise Chamis         | Papp Ágnes         |
| Orrszarvú pincér                       | Dan Kuenster          | Garai Róbert       |
| Max, a kidobó varangy                  | Jake Steinfeld        | Varga Tamás        |
| Bully                                  | Jake Steinfeld        | Pethes Csaba       |
| Rádióbemondó                           | Bob Gallico           | Imre István        |
| Szereplő                               | Színész               | Magyar hang        |
| Edmond (embergyerek)                   | Toby Scott Ganger     | Magyar Misi        |
| Dorothy, Edmond anyja                  | Kathryn Holcomb       | Simon Mari         |
| Frank, Edmond apja                     | Stan Ivar             | Wohlmuth István    |
| Scott                                  | Christian Hoff        | Minárovits Péter   |
| Mark                                   | Jason Marin           | Markovics Tamás    |

## Betétdalok
A Flamex által készített szinkronban 2003. május 25-én a Duna Televízió sugárzás felhasználásával magyarra módosították a betétdalokat.
| Magyar (2003)                | Magyar (2003)                         | Angol                                 | Angol                                                                   |
| Dal                          | Előadó                                | Dal                                   | Előadó                                                                  |
| ---------------------------- | ------------------------------------- | ------------------------------------- | ----------------------------------------------------------------------- |
| Süss le ránk                 | Sághy Kálmán                          | Sun Do Shine                          | Glen Campbell                                                           |
| A Nap az kín                 | Beregi Péter Sághy Kálmán Seder Gábor | We Hate the Sun                       | Christopher Plummer T.J. Kuenster Jim Doherty John Drummond Frank Kelly |
| Egy szál virág               | Sághy Kálmán                          | Come Back to You                      | Glen Campbell                                                           |
| Jöjj át rázni                | Sághy Kálmán                          | Rock-A-Doodle                         | Glen Campbell                                                           |
| A kidobók dala (rövid dal)   | Sághy Kálmán Seder Gábor              | Bouncers' Theme Song (short song)     | The Don Bluth Players                                                   |
| Tudjuk rég (rövid dal)       | Sághy Kálmán Seder Gábor              | Tweedle Te Dee (short song)           | Christopher Plummer                                                     |
| A kincset megtalálom én      | Sághy Kálmán Pintácsi Viki            | Treasure Hunting Fever / Sink or Swim | Glen Campbell Ellen Greene                                              |
| Édes csók                    | Sághy Kálmán Pintácsi Viki            | Kiss N Coo                            | Glen Campbell Ellen Greene                                              |
| Robogjon az úton (rövid dal) | Sághy Kálmán                          | Back to the Country (rövid dal)       | Glen Campbell                                                           |
| A baglyok piknikje           | Beregi Péter Sághy Kálmán Seder Gábor | The Owls' Picnic                      | Christopher Plummer T.J. Kuenster Jim Doherty John Drummond Frank Kelly |
| Oly egyszerű                 | Seder Gábor                           | Tyin' Your Shoes                      | Phil Harris                                                             |

## Televíziós megjelenések
TV-2, RTL Klub, Duna TV, FilmBox 